# Sporisorium chrysopogonis
Sporisorium chrysopogonis är en svampart som beskrevs av Vánky 1983. Sporisorium chrysopogonis ingår i släktet Sporisorium och familjen Ustilaginaceae.   Inga underarter finns listade i Catalogue of Life.